# パチンコ球遊器事件
パチンコ球遊器事件（パチンコきゅうゆうきじけん）は法律自体に変更は無いにもかかわらず通達で課税対象が変更になったことが租税法律主義に反しないかが争われた裁判。

## 概要
1940年（昭和15年）法律第40号として制定された旧物品税法（昭和16年法律第88号により改正）の第1条第1項では課税対象物品の一つとして「遊戯具」を掲げていたものの、パチンコ球遊器についての明記はなく、1950年（昭和25年）までは一部の例外を除きこれに物品税が課されていなかった。
1951年（昭和26年）3月、東京国税局長は管下の下級税務官庁に「パチンコは遊戯具であるから物品税を賦課せよ」との趣旨の通達を出した。同年9月には国税局長官もこれに倣い、同内容の通達を出した。品川税務署長は1951年（昭和26年）3月のこの通達に従い、パチンコ球遊器製造業者であるXらにパチンコ球遊器は課税対象であるとして物品税を課税した。Xらは一旦これに従うも、納税後に課税処分の無効確認と納付税額の還付を求め出訴に至った。
出訴の理由は「物品税は間接消費税に属するが、その性質上、税負担は最終消費者に転嫁されるのが原則である。パチンコ球遊器は本来パチンコ業者の営業用施設として使用される器具は資本的消費を本来的用途とするものであり、物品税法に特にそれに対して物品税を課する旨の規定はない。」「パチンコ球遊器は通達で課税すべきものとされるまで課税の対象とされていなかった。また、課税行為は法に基づかない単なる行政官吏の解釈にすぎない通達課税であり違憲の処分である。」としていた。1953年（昭和28年）2月18日に東京地裁で原告が敗訴し、1955年（昭和30年）6月23日に東京高裁は控訴を棄却。原告は上告した。
1958年（昭和33年）3月28日に最高裁は「1940年に現在の物品税法が制定された当時、すでに、一部生活必需品や『撞球台』『乗用自動車』等の資本財もしくは資本財たり得べきものも課税品目として掲げられ、その後の改正においてさらにこの種の品目が数多く追加された」「パチンコ球遊器も自家用消費財としての性格を全く持っていないとはいい得ない」「社会通念上普通に遊戯具とされているパチンコ球遊器が物品税法上の『遊戯具』のうちに含まれないと解することは困難であり、原判決も〔中略〕現行法の解釈として『遊戯具』中にパチンコ球遊器が含まれるとしたものであって、この判断は正当である」「本件の課税がたまたま所論通達を機縁として行われたものであっても、通達の内容が法の正しい解釈に合致するものである以上、本件課税処分は法の根拠に基づく処分と解するに妨げがなく、所論違憲の主張は、通達の内容が法の定めに合致しないことを前提とするものであって、採用し得ない」として上告が棄却され、原告の敗訴が確定した。